# Чотири сини
«Чотири сини» (англ. Four Sons) — німа чорно-біла драма 1928 року. Режисером і продюсером виступив Джон Форд, Філіп Клейн написав сценарій на основі повісті І. А. Р. Вайлі «Бабуся Бернл читає свої листи» (1926), вперше опублікованій в Saturday Evening Post. Це одна з небагатьох кінострічок, що збереглась з-поміж більш ніж п'ятдесяти німих фільмів, що Форд поставив між 1917 і 1928 роками. Фільм також помітний появою молодого Джона Вейна, в ролі офіцера.

## Сюжет
Вдова Бернл живе в Баварії з чотирма синами: Францем, Йоганном, Андреасом та Джозефом.
Джозеф отримує запрошення на роботу у США, і мати дає йому гроші на поїздку. В Америці Джозеф одружився і працює в гастрономічному магазині.
Починається Перша світова війна. Коли Америка вступає у війну, Джозеф вступає в Американську армію. Це створює проблеми для його матері Бернл, яку починають уникати у селі. До Франца, який вже служить у німецькій армії, приєднався спочатку Йоганн, а потім Андреас, який змушений йти в армію після поширення чуток, що Джозеф приєднався до американської армії. Франца і Йоганна вбивають на Східному фронті. Андреаса ранять на Західному фронті і він вмирає на руках свого брата Джозефа.

## У ролях
- Маргарет Манн — Мати Бернл
- Джеймс Голл — Джозеф Бернл
- Чарльз Мортон — Йоганн Бернл
- Ральф Бушман — Франц Бернл
- Джордж Мікер — Андреас Бернл
- Джон Вейн — Офіцер (в титрах не вказаний)

## Цікаві факти
- У 1940 році вийшов ремейк фільму з Доном Амічі і Євгенією Леонтович. Зняв фільм Арчі Мейо, на відміну від оригіналу ремейк був прив'язаний до подій Другої світової війни.